# Самгородок (Білоцерківський район)
Са́мгородок — село в Україні, у Сквирській міській громаді Білоцерківського району Київської області. Населення становить 1000 осіб у 2023 році.

## Населення

### Мова
Розподіл населення за рідною мовою за даними перепису 2001 року:
| Мова       | Кількість | Відсоток |
| ---------- | --------- | -------- |
| українська | 1212      | 99.34%   |
| російська  | 8         | 0.66%    |
| Усього     | 1220      | 100%     |